# Via dei Fibbiai
Via dei Fibbiai è una strada del centro di Firenze che va dall'incrocio con via Alfani e via del Castellaccio a piazza della Santissima Annunziata.

## Storia
La denominazione conserva il ricordo della presenza lungo la via delle botteghe dei fabbricanti di fibbie, che davano anticamente sull'ultimo tratto di via dei Servi ed avevano qui le entrate di servizio. Tale professione era un tempo molto importante, per l'uso di cinturoni a cui si attaccavano borse e scarselle (se non spade, guanti o addirittura calamai), nell'assenza di tasche nei vestiti; i fibbiai inoltre partecipavano alla creazione delle bardature di tutti gli animali, da sella, da soma o da tiro.
Per quanto oggi la strada sia del tutto secondaria, per valutarne il ruolo nella Firenze antica, si dovrà leggerla come naturale proseguimento di via del Castellaccio: con questa rappresentava un tracciato fondamentale, preesistente a via dei Servi, che conduceva dalla porta di Balla verso Fiesole (fino a via della Piazzola).
Sulle odierne vie del Castellaccio e dei Fibbiai scorreva il percorso del Mugnone prima della costruzione delle mura del 1284, che diventava fossato della cerchia all'inizio di via del Castellaccio. La strada attraversava il cosiddetto "Cafaggio" una zona verde di pascolo che un tempo doveva essere stata boscosa (come attesta il toponimo di origine longobarda), e arrivava a fiancheggiare l'oratorio dell'Annunziata, poi basilica. Dopo il 1255/1256 questa antichissima direttrice fu soppiantata dalla nuova via dei Servi, che serviva, in modo più ampio e rettilineo, sia il Cafaggio che la zona di San Marco e di San Gallo. La via dei Fibbiai venne dunque a rappresentare, da allora, un alleggerimento funzionale alle attività che si svolgevano nella strada più importante e rappresentativa, assumendo quindi progressivamente una funzione di tipo 'secondario'
"Con la ristrutturazione ottocentesca degli edifici, via dei Fibbiai ha perso ogni caratteristica di strada commerciale dovuta alla presenza di botteghe artigianali per assumere la fisionomia di strada di servizio su cui si affaccia il retro delle case; tuttavia i lotti stretti ed allungati imposti dalla dimensione dell'isolato stesso e che si ritrovano anche in quello di via del Castellaccio conservano l'organizzazione spaziale originaria e ne confermano la primitiva destinazione artigianale e commerciale anche se probabilmente nel secolo scorso ad essi venne data una dimensione più regolare per agevolare la costruzione in via dei Servi di case da reddito con alloggi e botteghe in affitto. In seguito a questa trasformazione e alla tipologia edilizia adottata, lo spazio interno è stato completamente saturato. Su sette nuclei chiaramente individuabili dalle piante esistono solo quattro piccole corti di servizio; l'asse principale degli edifici è perpendicolare alla piazza e la consistenza dei blocchi è pressoché costante salvo"

## Descrizione
La breve strada è oggi utilizzata per lo più come parcheggio per i ciclomotori, in ragione della vicinanza con la Facoltà di Lettere e Filosofia e di altri poli d'interesse.
Vi si registrano comunque alcune memorie su edifici storici.
| Immagine | N°      | Nome                                    | Descrizione |
| -------- | ------- | --------------------------------------- | --- |
|          | 3r      | Casa delle monache di San Niccolò       | Si tratta di un edificio con il prospetto assai semplice e decisamente privo di elementi architettonici di rilievo, organizzato su tre assi per quattro piani, con al terreno un ampio arco in pietra a documentare un passo carraio successivamente tamponato e ridotto nell'apertura sulla strada. Lo si segnala per la presenza sul fronte di un pietrino con raffigurati nel campo due pastorali decussati e legati, accompagnati dalla mitria vescovile e da tre palle (attributi di san Nicola). Tale pietrino - a sancire l'antica proprietà - è riferibile a quello che era il vicino monastero femminile benedettino di San Niccolò di Cafaggio, soppresso da Pietro Leopoldo di Lorena nel 1782 e ora occupato in parte dall'Opificio delle pietre dure e in parte dal conservatorio Luigi Cherubini. Si notano anche altri stemmi in pietra abrasi. Più in generale, in merito alle caratteristiche degli edifici della via, si riporta quanto annotato da Carla Tomasini Pietramellara: "il piccolo edificio su via Alfani, di dimensioni talmente misere da far pensare alla possibilità di trovarsi davanti a un edificio molto antico".                                                                              |
|          | 5r      | Casa                                    | La casa, quattro piano per quattro assi, mostra alcune memorie legate agli antichi possedimenti: un pietrino dei Servi di Maria e uno quasi del tutto abraso ma in cui si riconosce la rotella del monastero di Santa Maria degli Angeli. |
|          | s.n.    | Ex-clinica della Maternità              | Tutto il lato est della via è occupato da un ampio edificio già di pertinenza dello Spedale degli Innocenti (dove nel Quattrocento ebbe la sua abitazione Filippino Lippi), in cui fu ospitata dal 1878 la "Maternità", cioè l'ospedale delle gestanti, prima che tutto venisse trasferito all'ospedale di Careggi. In quell'occasione ncurò gratuitamente l'adattamento l'architetto Leopoldo Pasqui. Oggi l'edificio, che corre anche lungo via degli Alfani, è sede di alcune aule della Facoltà di Lettere e Filosofia, della Mediateca e Centro Linguistico d'Ateneo e dell'ISIA. |
|          | 13r-15r | Casa                                    | Si tratta di un edificio di tre assi su quattro piano, avente, al terzo, un pietrino della Compagnia di Orsanmichele. |
|          | s.n.    | Ex-oratorio della Santissima Concezione | Il repertorio di Bargellini e Guarnieri segnala su via dei Fibbiai una casa per la presenza "di un arco con uno stemma raffigurante un toro rampante su sei monti", che sarebbe appartenuto ad un vescovo benefattore della chiesa della Concezione di Maria, sorta in questo luogo, con accesso da via dei Servi, quindi rovesciata con accesso da via dei Fibbiai a seguito delle rimostranze dei serviti della Santissima Annunziata che si sentivano defraudati dalle elemosine che i fedeli lasciavano al nuovo oratorio. La chiesa, di origine cinquecentesca, sarebbe stata poi soppressa nel 1780 e ridotta ad uso di abitazione. Ancor più precisa è Carla Tomasini Pietramellara che, descrivendo sempre quanto si vedeva negli anni settanta, precisa: "Si conserva ancora su via dei Fibbiai quasi all'angolo di via Alfani il portale in pietra sormontato dallo stemma del cardinale M.L. Bonafede vescovo di Cortona protettore della Congrega. Lo stemma rappresenta un toro su un monte ed è sormontato dal cappello cardinalizio. Attualmente della struttura originaria non esistono che i muri perimetrali e il vano è adibito, su via dei Fibbiai a laboratorio di pasticceria, e su via dei Servi a negozio". |
|          | s.n.    | Palazzo delle Due Fontane               | Si tratta di un edificio con una facciata relativamente recente, che ripete, pur semplificandole, le forme e il colore del vicino palazzo Grifoni. Si dovrebbe trattare in realtà di un edificio di antica edificazione, riconfigurato tra la fine dell'Ottocento e i primi del Novecento per costituire un adeguato fondale alla piazza. Il fronte presenta un disegno di una certa complessità che si accompagna a una certa cura nella scelta dei materiali. Attualmente è occupato da una struttura ricettiva. |

## Bibliografia

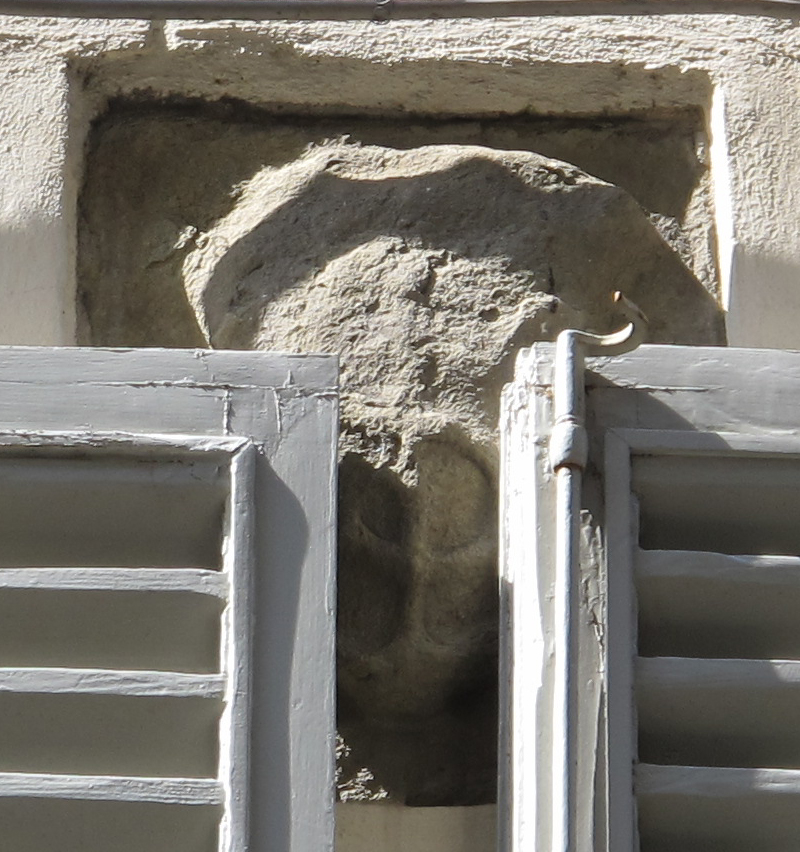
Stemma dei Servi di Maria al n.5 rosso